# Голицын, Александр Николаевич
Князь Александр Николаевич Голицын (8 (19) декабря 1773 — 22 ноября (4 декабря) 1844) — государственный деятель Российской империи, в 1803—1816 годах обер-прокурор Святейшего синода, в 1816—1824 годах занимал пост министра народного просвещения. Действительный тайный советник 1-го класса (1841), статс-секретарь (1803—1842). Доверенное лицо Александра I, который до конца жизни дорожил его «близостью и советами».

## Происхождение и молодость
Единственный сын капитана гвардии князя Николая Сергеевича Голицына (линия «Алексеевичей») от третьего брака его с Александрой Александровной Хитрово (1736—1796), внук московского губернатора Сергея Алексеевича Голицына (1695—1758). Овдовев через две недели после рождения сына, мать в 1776 году вышла замуж за майора в отставке М. А. Кологривова. Она относилась к сыну строго и холодно, зато влиятельная придворная дама М. С. Перекусихина полюбила «веселёнького и остренького» мальчика и по приказу Екатерины II в 1783 году он был зачислен в Пажеский корпус, переехав из Москвы в Санкт-Петербург.
Основное внимание уделялось обучению светскому общению, французскому языку, фехтованию, танцам и верховой езде.
Таким образом, князь Голицын с младенчества имел доступ ко двору, где сначала ценился как участник детских игр великих князей — Александра и Константина, а потом — как остроумный и ловкий кавалер. Его брат (по отцу) М. Н. Голицын, занимавший место ярославского губернатора, выстроил под городом усадьбу Карабиха (ныне музей-заповедник).

Другой брат (по матери), Д. М. Кологривов, сопутствовал низкорослому князю Голицыну в его проказах. Оба брата весьма искусно подражали манерам и выговору других. Граф Ф. П. Толстой писал:
Князь Голицын, воспитанный при дворе и только для двора. Имея от природы острый ум, он в особенности отличался способностью передразнивать и подражать голосам других до того верно, что в другой комнате нельзя было не обмануться и не принять его за того, кого он передразнивал.

## Служба
Окончив Пажеский корпус в 1794 году, был принят поручиком в Преображенский полк. Но уже через год вернулся ко двору и стал камер-юнкером малого двора великого князя Александра Павловича, а в 1796 году был переведен в большой императорский двор. В 1799 году получил чин камергера и в этом жу году стал командором ордена святого Иоанна Иерусалимского. Был выслан из Петербурга императором Павлом I в том же году по неизвестной причине.
После вступления на престол Александра I князь Голицын как близкий ему человек был назначен сначала обер-прокурором I а позже III департаментов Сената, а затем 21 октября 1803 года по настоянию императора взял на себя должность обер-прокурора Святейшего Синода. В 1810 году стал, при сохранении прежней должности, главноуправляющим иностранными исповеданиями, в 1816 году — министром народного просвещения.
Отчасти под влиянием Р. А. Кошелева этот эпикуреец и вольтерьянец екатерининской выучки, в 1806 году избранный в члены Российской академии, обратился к благочестию с резко выраженной сентиментально-мистической окраской. Он с лёгкостью брался разъяснять императору самые сложные богословские вопросы, хотя историю религии знал поверхностно и считал истинным христианством «туманный сентиментальный пиетизм с примесью православных догматов, разнообразных еретических и сектантских учений». Московский митрополит Филарет вспоминал:

Когда император назначил [кн. А. Н. Голицына] обер-прокурором, он сказал: «Какой я обер-прокурор Синода? Вы знаете, что я не имею веры». — «Ну полно, шалун, образумишься». — «Когда же, — говорил после Голицын, — я увидел, что члены Синода делали дела серьёзно… и сам стал серьёзнее, почтительнее относиться к делам веры и Церкви; когда через год или два спросил себя: верую ли я? — то увидел, что верую, как веровал в детстве»
— Из воспоминаний св. Филарета // Русский архив. — 1906. — № 10. — С. 214.
Провозгласив благочестие основанием истинного просвещения, Голицын взял курс на клерикализацию образования, который под его руководством ревностно проводили М. Л. Магницкий и Д. П. Рунич. К современной ему литературе он относился с подозрением, что выражалось в крайней придирчивости цензуры.

Этого «младенца» в деле веры постоянно морочили разные ханжи и изуверы; он искал «излияния Св. Духа» и откровений, вечно гонялся за пророками и пророчицами, за знамениями и чудесами: то «слушал пророческое слово» у хлыстовки Татариновой, то жаждал возложения руки нового Златоуста — Фотия, то исцелял бесноватых, то удостаивался в мистическом экстазе испытать подобие страданий Спасителя от игл тернового листа.— Вел. кн. Николай Михайлович
После того как в 1817 году ведомства духовных дел и народного просвещения были объединены в одно министерство — Министерство духовных дел и народного просвещения, — Голицын стал во главе последнего, но был освобождён от должности обер-прокурора. С 1810 года А. Н. Голицын состоял членом Государственного совета, а в течение 1839—1841 годов — председателем общих собраний. Он был одним из немногих, кому была доверена тайна отречения Константина Павловича. Возглавлял Человеколюбивое общество, принимал участие в организации Попечительного о тюрьмах общества и других филантропических начинаниях.
Помимо реформы духовных школ, при князе Голицыне состоялось учреждение Русского библейского общества, которое под президентством князя перевело на русский язык Библию и распространило более 400 000 её экземпляров. Сотрудники этого общества Попов, Магницкий, Рунич, Кавелин были поставлены Голицыным руководить высшим образованием, где насаждали клерикализм; множество профессоров были уволены за недостаточную набожность. Магницкий требовал вовсе закрыть подопечный ему Казанский университет. Хотя с нахождением Голицына у руля министерства принято ассоциировать торжество реакции, именно при нём были учреждены Санкт-Петербургский университет и Ришельевский лицей.
28 июля (9 августа)  1821 года Александром I был учреждён Сибирский комитет, и князь Голицын был включён в его первый состав.
Чтобы нейтрализовать влияние А. Н. Голицына на императора, А. А. Аракчеев подвёл под него интригу с участием митрополита Серафима и архимандрита Фотия, которые убедили Александра I, что управление Голицына пагубно для церкви и государства. Его недруги торжествовали 15 мая (27 мая) 1824 года, когда князь Голицын должен был выйти в отставку по обоим ведомствам, сохранив за собой только звание главноначальствующего над почтовым департаментом. Последнюю должность занимал и при Николае I, ценившем в Голицыне «вернейшего друга своего семейства». С годами религиозность его только усиливалась. Современник вспоминает, что в домовой церкви Александра Николаевича стояло

подобие гроба, приставленное к подножию огромного деревянного креста; на гробе положена плащаница, на этой плащанице укладены различных видов кресты, подаренные в разное время князю. Пред гробом вместо люстры сделано из пунцового стекла изображение человеческого сердца, и в этом-то сердце теплится неугасимый огонь. В этой уединённой каморке маливался вместе с князем и блаженной памяти император Александр.
Летом 1842 года князь Голицын из-за ухудшения зрения оставил столицу и удалился в своё крымское имение Гаспра. Одно время он был полностью слеп, однако хирург Караваев за 28 секунд провёл операцию, возвратившую зрение. В том же Голицынском дворце Л. Н. Толстой позднее напишет повесть «Хаджи-Мурат». Умер в Гаспре и похоронен в Балаклавском Георгиевском монастыре.

## Личная жизнь
Голицын провёл всю жизнь холостяком и был известен своими интимными связями с мужчинами. Н. М. Языков в письме 1824 года приводит анекдот, «будто бы государь призывал к себе известного содомита Бантыш-Каменского и приказал ему составить список всех ему знакомых по сей части, что Бантыш-Каменский представил ему таковой список, начав оный министром просвещения, потом стоял канцлер и так далее…. Он имел после этого аудиенцию у государя и удостоверил его клятвенно в истине своего донесения». А. С. Пушкин высмеял Голицына в эпиграмме «Вот Хвостовой покровитель…» Знаменитый мемуарист и сам гомосексуал Ф. Ф. Вигель вспоминает о Голицыне ещё более пристрастно: «Не краснея, нельзя говорить об нем, более ничего не скажу: его глупостию, его низостию и пороками не стану пачкать сих страниц».

## Труды
Князь А. Н. Голицын составил для императрицы Елизаветы Алексеевны «Мнение о разности между Восточной и Западной церковью, с историей разделения их», которое было напечатано только в 1870 году.
Племянник его князь Николай Сергеевич Голицын (1800—1848, прямой предок С. В. Михалкова) подготовил сборник биографических материалов об А. Н. Голицыне, опубликованный в 1859 году под названием «Загробные записки князя Николая Сергеевича Голицына, из сказаний дяди его, князя Александра Николаевича Голицына».

## Награды
- Орден Святого Иоанна Иерусалимского, командорский крест (8 января 1799)
- Орден Святого Владимира 3-й степени (22 сентября 1803)
- Орден Святой Анны 1-й степени (22 июля 1804)
- Орден Святого Владимира 2-й степени (26 июня 1808)
- Орден Святого Александра Невского (30 августа 1814)
- Орден Святого Владимира 1-й степени (25 июня 1826)
- Орден Святого апостола Андрея Первозванного (22 августа 1826)
- Бриллиантовые знаки к ордену Святого апостола Андрея Первозванного (5 декабря 1828)
- Канцлер российских орденов (12 января 1830)
- Орден Белого орла (6 декабря 1831)
- Орден Святого Станислава 1-й степени (6 декабря 1831)
- Портрет Его Императорского Величества с алмазами для ношения на шее (21 апреля 1834)
- Пенсия по ордену Святого апостола Андрея Первозванного (1842)
- Знак отличия беспорочной службы за XXX лет (22 августа 1828)
- Знак отличия беспорочной службы за XXXV лет (22 августа 1832)
- Знак отличия беспорочной службы за XL лет (22 августа 1838)

Иностранные:
- Орден Красного орла (1807, королевство Пруссия)[15]
- Орден Чёрного орла (25 июня 1842, королевство Пруссия)

## Образ в кино
- «Звезда пленительного счастья» — актёр Н. Варламов